# Risako Mitsui
Risako Mitsui (japonès: 三井梨紗子)  (Shinjuku, 23 de setembre de 1993) és una nedadora japonesa de natació sincronitzada medallera de bronze olímpica en 2016 en el concurs per equips i per duos.

## Carrera esportiva
Als Jocs Olímpics de Rio de Janeiro 2016 va guanyar la medalla de bronze en el concurs per equips, amb una puntuació de 189 punts, després de les russes (or amb 196 punts) i les xineses (plata amb 192 punts), sent les seves companyes d'equip: Aika Hakoyama, Kei Marumo, Kanami Nakamaki, Mai Nakamura, Kano Omata, Kurumi Yoshida i Aiko Hayashi. I també va guanyar el bronze en el concurs per duos, de nou després de les russes i les xineses, sent la seva companya Yukiko Inui.